# Covirán
Die Covirán S.C.A., auch als Grupo Covirán bekannt, ist ein genossenschaftlich orientiertes Einzelhandelsunternehmen, das Supermärkte und Convenience-Läden hauptsächlich in Spanien und Portugal unter dem Namen Coviran betreibt.

## Geschichte

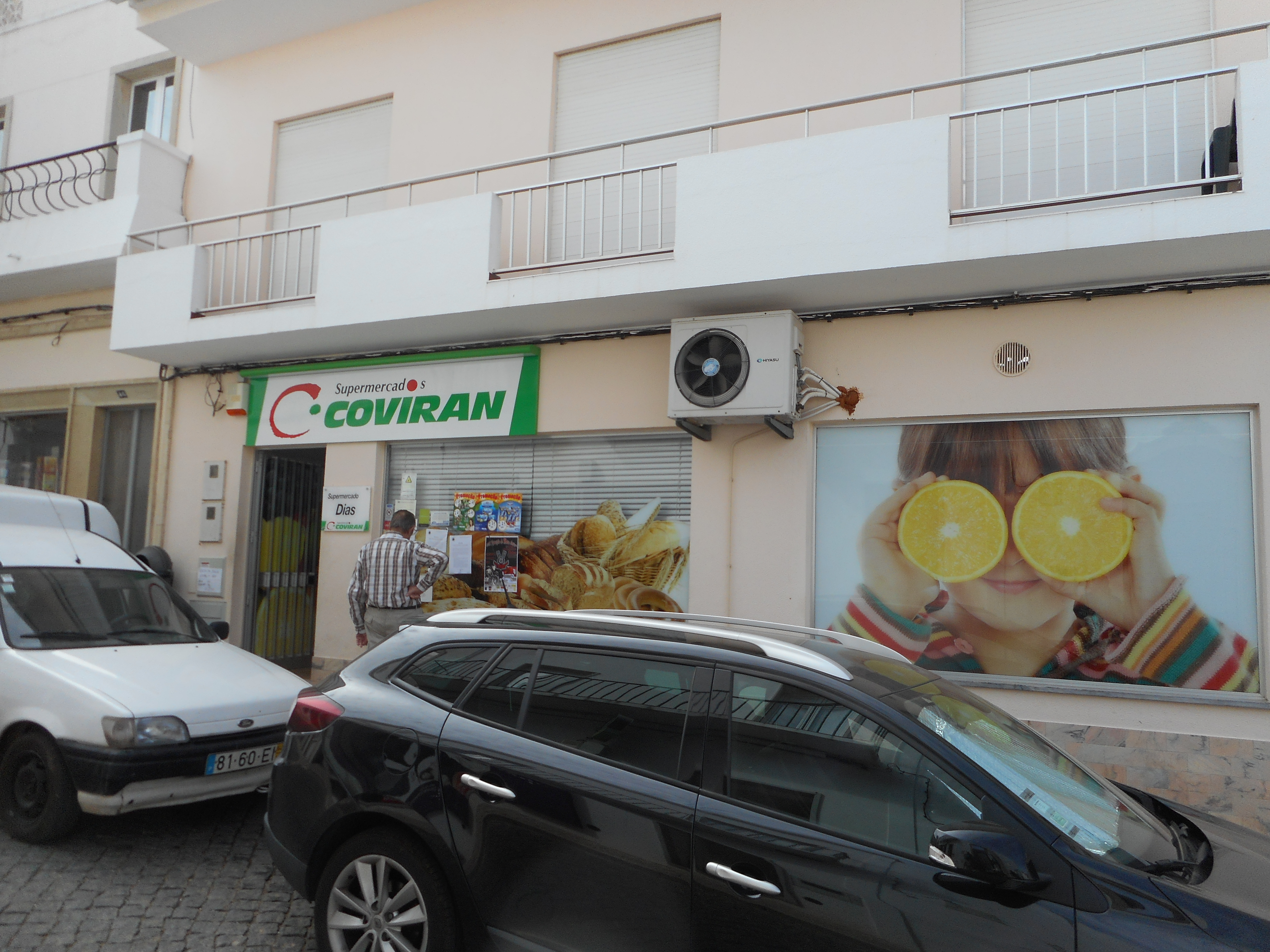
Coviran-Supermarkt in Portugal

Das Unternehmen wurde 1961 in Granada gegründet, wo sich heute noch der Hauptsitz, der 1974 fertiggestellt wurde, befindet. Der Name Coviran leitet sich vom spanischen Wort für Kooperativ Cooperativa und der spanischen Bezeichnung der Mater Dolorosa Virgen de las Angustias ab. 1985 schloss sich die Genossenschaft Motril Codemo dem Unternehmen an. Es wurde ein 5000 m² großes Lager in Granada errichtet. Mit Cobasti aus Baza schlossen sich nur vier Jahre später weitere Genossenschaftsmitglieder an. Die angeschlossene Genossenschaft verfügt über ein Lager mit 1000 m² Fläche. In den Folgejahren wurden weitere Genossenschaften samt der Lager übernommen. So wurden 1991 Cooperativa de Detallistas de Jaén, 1994 Coide aus Cádiz und Cida aus Chiclana sowie 1997 die Genossenschaft San Eduardo de Andújar eingegliedert. Im gleichen Zeitraum wurden bestehende Lagerflächen vergrößert und neue Lagerhäuser errichtet. Es entstanden 1991 in El Ejido, 1996 in Vera, 1997 in Vélez-Málaga sowie 1998 in Atarfe neue Lagerstandorte, 1999 folgte der Ausbau der bestehende Lagerflächen in Baza.
Auch im neuen Jahrtausend wurde dieser Kurs fortgeführt. 2000 wurde in Cartaya ein Lagerhaus eingeweiht, u. a. um mit der Expansion im Süden Portugals beginnen zu können. Die ehemaligen Lagerstandorte in Cádiz und Chiclana wurden 2001 durch einen neuen Standort in Puerto Real ersetzt. Im Folgejahr eröffnete in Jerez de la Frontera ein weiterer Logistikstandort. Ebenfalls 2002 konnte Covirán weitere Genossenschaften übernehmen. Im Mai 2002 war dies die Genossenschaft SECUC aus San Sebastián und im Juli 2002 Alcosant de Santander. Schon im Februar 2003 folgte mit der Genossenschaft San Miguel Excesis aus Pamplona eine weitere Übernahme. Neben 85 neuen Mitgliedern konnten 95 Märkte übernommen werden. Weitere Übernahmen konnten im Januar 2004 mit der Genossenschaft San Miguel de Vitoria, im Oktober 2004 mit AMA de Zamora und im Januar 2005 mit GESDU aus Villena umgesetzt werden. Alleine die Übernahme von San Miguel de Vitoria brachte 81 weitere Geschäfte ins Unternehmen. Auch konnten weitere Lager- und Logistikstandorte eingeweiht werden.
Mit der Übernahme der Kette Cemar konnte Covirán im Jahr 2012 seine Präsenz in Galicien verstärken. Die 35 Supermärkte wurden nach der Unterzeichnung einer Allianzerklärung zum Großteil auf Coviran umgeflaggt, einzelne Standorte weiterverkauft. Am Hauptsitz in Granada konnte 2014 die Escuela Comercio de Coviran eingeweiht. Es handelt sich dabei um eine Handelsschule mit neun Trainingsräumen, in denen unterschiedliche Prozesse des Lebensmitteleinzelhandels gelehrt werden. Aktuell (Stand: August 2023) sind über 13.200 Studenten an der Handelsschule angemeldet. Im Jahr 2019 wurde der erste Supermarkt in Kap Verde eröffnet. 2022 betrieb das Unternehmen 2.730 Standorte in Spanien, Portugal, Äquatorialguinea, Gibraltar und Kap Verde, die von 2.294 Franchisern geführt wurden. Mit Club Familia Covirán betreibt das Unternehmen darüber hinaus ein eigenes Kundenbindungsprogramm.

## Handelsmarke
Als Coviran bezeichnet das Unternehmen nicht nur seine Standorte, sondern auch seine Handelsmarke. Diese umfasst aktuell (Stand: August 2023) mehr als 1.345 Produkte in verschiedenen Sortimenten. Zuletzt erneuerte man 2019 das Produktdesign.

## Sponsoring

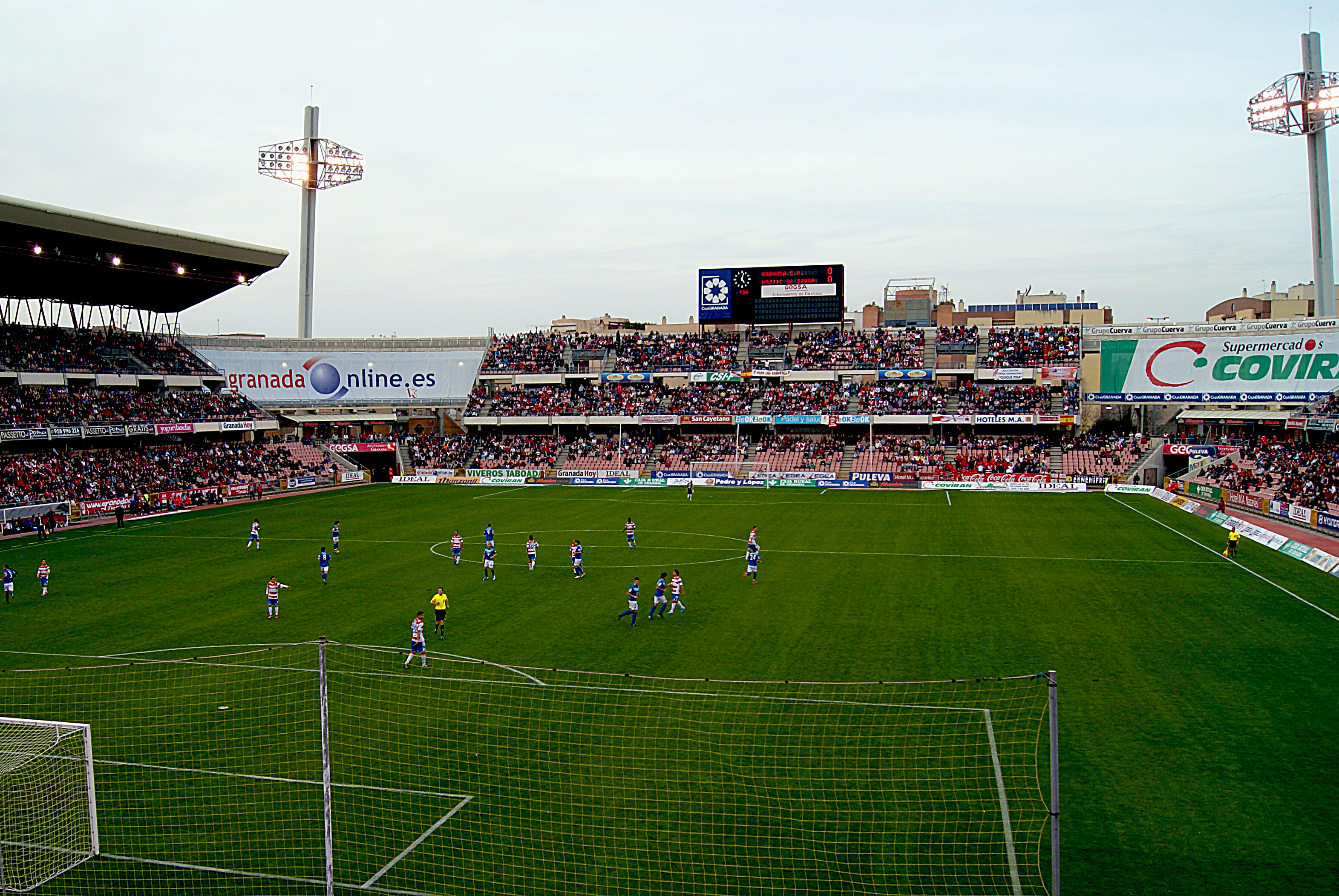
Großflächiges Sponsoring von Covirán (rechts außen) im Estadio Nuevo Los Cármenes in Granada

Neben der Basketballmannschaft Covirán Granada tritt das Unternehmen auch als Hauptsponsor des FC Granada in Erscheinung.